# リーチ満載!パチンコ新台ナビ
リーチ満載!パチンコ新台ナビ（リーチまんさいパチンコしんだいナビ）は、2008年10月から2010年12月までMONDO TVで放送されていたパチンコ情報番組である。

## 概要
構成は、前身の『リーチ満載!紗知子のパチンコナビ』とほぼ同じで、なべっちと三宅あみがパチンコの新台をメーカーのショールームで打ちながら、リーチ演出などを紹介する。実戦中に登場しなかったリーチについては、番組後半でVTRにてその様子を紹介・解説するのも同じである。多くの場合、実践を行う台に関係のある衣装、台のイメージに近い衣装で実践を行なっている。
最大の違いは、前身番組が隔週更新であったのに対し（初回放送の翌週は前週のものを再放送していた）、本番組は毎週更新である点であったが、下記の通り2010年4月より隔週更新に戻るため、前身番組との違いはメイン司会のみとなる。

## 放送時間
いずれも初回放送日時。これ以外に随時再放送がある。
- 毎週日曜23:00 - 23:30（番組開始 - 2009年10月4日）
- 毎週金曜23:00 - 23:30（2009年10月16日 - 2010年3月26日）
- 隔週金曜23:00 - 23:30（2010年4月2日 - 2010年12月24日）

## 出演者
- 三宅あみ - パチンコ初級者
- なべっち - 『パチンコ最強攻略』（日本文芸社）所属。

## 関連
- パチンコ・パチスロ番組